# Nine Horses
I Nine Horses sono stati un gruppo musicale rock alternativo britannico attivo tra il 2005 e il 2007.

## Storia del gruppo
La formazione era composta dai fratelli David Sylvian e Steve Jansen, riunitisi dopo la passata esperienza nei Japan, e dal musicista tedesco Burnt Friedman. Ha debuttato nel 2005 con l'album Snow Borne Sorrow, edito dalla Samadhisound, etichetta discografica dello stesso Sylvian. Nel 2007 è invece stato pubblicato il mini Money for All.

## Formazione
- David Sylvian – voce, chitarra, tastiera
- Steve Jansen – percussioni, batteria, tastiera
- Burnt Friedman – tastiera, sintetizzatore

## Discografia

### Album in studio
- 2005 – Snow Borne Sorrow
- 2007 – Money for All

### Singoli
- 2006 – Wonderful World